# Ramnes
Ramnes är en kyrkby Tønsbergs kommun i Vestfold fylke i sydöstra Norge. Orten, som utgör en del av den sammanväxta tätorten Revetal/Bergsåsen, ligger där fylkesväg 3134 möter fylkesväg 3218, väster om Europaväg 18, nordväst om staden Tønsberg. Här finns Ramnes kyrka.
Tidigare har orten utgjort centralort i dåvarande Ramnes kommun.